# Angolees handbalteam (vrouwen)
Het Angolees handbalteam is het nationale vrouwenteam dat Angola vertegenwoordigt tijdens internationale handbalwedstrijden. Het team valt onder de verantwoordelijkheid van de Angolese Handbalfederatie (Federação Angolana de Andebol, FAAND).

## Resultaten

### Olympische Spelen
| Olympische Spelen | Olympische Spelen | Olympische Spelen | Olympische Spelen | Olympische Spelen | Olympische Spelen | Olympische Spelen | Olympische Spelen | Olympische Spelen | Olympische Spelen |
| Jaar (teams)      | Resultaat         | Wed               | W                 | G                 | V                 | DV                | DT                | DS                | Teams             |
| ----------------- | ----------------- | ----------------- | ----------------- | ----------------- | ----------------- | ----------------- | ----------------- | ----------------- | ----------------- |
| 1976 (6)          | Geen deelname     | Geen deelname     | Geen deelname     | Geen deelname     | Geen deelname     | Geen deelname     | Geen deelname     | Geen deelname     | Geen deelname     |
| 1980 (6)          | Geen deelname     | Geen deelname     | Geen deelname     | Geen deelname     | Geen deelname     | Geen deelname     | Geen deelname     | Geen deelname     | Geen deelname     |
| 1984 (6)          | Geen deelname     | Geen deelname     | Geen deelname     | Geen deelname     | Geen deelname     | Geen deelname     | Geen deelname     | Geen deelname     | Geen deelname     |
| 1988 (8)          | Geen deelname     | Geen deelname     | Geen deelname     | Geen deelname     | Geen deelname     | Geen deelname     | Geen deelname     | Geen deelname     | Geen deelname     |
| 1992 (8)          | Geen deelname     | Geen deelname     | Geen deelname     | Geen deelname     | Geen deelname     | Geen deelname     | Geen deelname     | Geen deelname     | Geen deelname     |
| 1996 (8)          | 7e                | 3                 | 0                 | 0                 | 3                 | 49                | 82                | −33               | 8                 |
| 2000 (10)         | 9e                | 5                 | 1                 | 0                 | 4                 | 124               | 155               | −61               | 10                |
| 2004 (10)         | 9e                | 5                 | 1                 | 1                 | 3                 | 135               | 154               | −19               | 10                |
| 2008 (12)         | 12e               | 5                 | 0                 | 1                 | 4                 | 109               | 147               | −38               | 12                |
| 2012 (12)         | 10e               | 5                 | 1                 | 0                 | 4                 | 132               | 142               | −10               | 12                |
| 2016 (12)         | 8e                | 6                 | 2                 | 0                 | 4                 | 143               | 159               | −16               | 12                |
| 2020 (12)         | 10e               | 5                 | 1                 | 1                 | 3                 | 133               | 141               | −8                | 12                |
| Totaal            | 7/12              | 34                | 6                 | 3                 | 25                | 825               | 980               | −155              |                   |

 Kampioenen   Runners-up   Derde plaats   Vierde plaats

### Wereldkampioenschap
| Wereldkampioenschap | Wereldkampioenschap | Wereldkampioenschap | Wereldkampioenschap | Wereldkampioenschap | Wereldkampioenschap | Wereldkampioenschap | Wereldkampioenschap | Wereldkampioenschap |
| Jaar                | Resultaat           | Wed                 | W                   | G                   | V                   | DV                  | DT                  | DS                  |
| ------------------- | ------------------- | ------------------- | ------------------- | ------------------- | ------------------- | ------------------- | ------------------- | ------------------- |
| 1982                | Geen deelname       | Geen deelname       | Geen deelname       | Geen deelname       | Geen deelname       | Geen deelname       | Geen deelname       | Geen deelname       |
| 1986                | Geen deelname       | Geen deelname       | Geen deelname       | Geen deelname       | Geen deelname       | Geen deelname       | Geen deelname       | Geen deelname       |
| 1990                | 16e                 | 6                   | 0                   | 0                   | 6                   | 93                  | 155                 | −62                 |
| 1993                | 16e                 | 6                   | 0                   | 0                   | 6                   | 103                 | 164                 | −61                 |
| 1995                | 16e                 | 7                   | 1                   | 0                   | 6                   | 137                 | 198                 | −61                 |
| 1997                | 15e                 | 6                   | 1                   | 1                   | 4                   | 148                 | 173                 | −25                 |
| 1999                | 15e                 | 6                   | 1                   | 2                   | 3                   | 131                 | 158                 | −27                 |
| 2001                | 13e                 | 6                   | 2                   | 0                   | 4                   | 144                 | 146                 | −2                  |
| 2003                | 17e                 | 5                   | 1                   | 0                   | 4                   | 119                 | 120                 | −1                  |
| 2005                | 16e                 | 5                   | 2                   | 0                   | 3                   | 167                 | 140                 | +27                 |
| 2007                | 7e                  | 8                   | 4                   | 0                   | 4                   | 252                 | 265                 | −13                 |
| 2009                | 11e                 | 6                   | 2                   | 0                   | 4                   | 141                 | 157                 | −16                 |
| 2011                | 8e                  | 9                   | 4                   | 0                   | 5                   | 242                 | 259                 | −17                 |
| 2013                | 16e                 | 6                   | 2                   | 0                   | 4                   | 156                 | 152                 | +4                  |
| 2015                | 16e                 | 6                   | 2                   | 0                   | 4                   | 172                 | 193                 | −21                 |
| 2017                | 19e                 | 7                   | 2                   | 0                   | 5                   | 190                 | 198                 | −8                  |
| 2019                | 15e                 | 7                   | 3                   | 0                   | 4                   | 197                 | 206                 | −9                  |
| 2021                | 25e                 | 7                   | 4                   | 1                   | 2                   | 216                 | 149                 | +77                 |
| Totaal              | 16/18               | 97                  | 31                  | 4                   | 62                  | 2.608               | 2.833               | −215                |

 Kampioenen   Runners-up   Derde plaats   Vierde plaats

### Afrikaans kampioenschap
| Afrikaans kampioenschap | Afrikaans kampioenschap | Afrikaans kampioenschap | Afrikaans kampioenschap | Afrikaans kampioenschap | Afrikaans kampioenschap | Afrikaans kampioenschap | Afrikaans kampioenschap | Afrikaans kampioenschap |
| Jaar                    | Resultaat               | Wed                     | W                       | G                       | V                       | DV                      | DT                      | DS                      |
| ----------------------- | ----------------------- | ----------------------- | ----------------------- | ----------------------- | ----------------------- | ----------------------- | ----------------------- | ----------------------- |
| 1981                    | 7e                      | 3                       | 0                       | 0                       | 3                       | 36                      | 66                      | –30                     |
| 1983                    | 6e                      | 3                       | 1                       | 0                       | 2                       | 45                      | 60                      | –15                     |
| 1985                    | 5e                      | 6                       | 4                       | 0                       | 2                       | 118                     | 94                      | 24                      |
| 1987                    | 5e                      |                         |                         |                         |                         |                         |                         |                         |
| 1989                    | 1e                      |                         |                         |                         |                         |                         |                         |                         |
| 1991                    | 2e                      |                         |                         |                         |                         |                         |                         |                         |
| 1992                    | 1e                      |                         |                         |                         |                         |                         |                         |                         |
| 1994                    | 1e                      |                         |                         |                         |                         |                         |                         |                         |
| 1996                    | 3e                      | 5                       | 3                       | 0                       | 2                       | 135                     | 118                     | +17                     |
| 1998                    | 1e                      | 4                       | 4                       | 0                       | 0                       | 127                     | 80                      | +47                     |
| 2000                    | 1e                      | 5                       | 5                       | 0                       | 0                       | 136                     | 101                     | +35                     |
| 2002                    | 1e                      | 6                       | 6                       | 0                       | 0                       | 183                     | 115                     | +68                     |
| 2004                    | 1e                      | 5                       | 4                       | 0                       | 1                       | 159                     | 118                     | +41                     |
| 2006                    | 1e                      | 5                       | 4                       | 0                       | 1                       | 177                     | 112                     | +65                     |
| 2008                    | 1e                      | 5                       | 5                       | 0                       | 0                       | 193                     | 116                     | +77                     |
| 2010                    | 1e                      | 6                       | 5                       | 1                       | 0                       | 169                     | 132                     | +37                     |
| 2012                    | 1e                      | 7                       | 7                       | 0                       | 0                       | 231                     | 142                     | +89                     |
| 2014                    | 3e                      | 6                       | 5                       | 0                       | 1                       | 190                     | 127                     | +63                     |
| 2016                    | 1e                      | 7                       | 7                       | 0                       | 0                       | 245                     | 124                     | +121                    |
| 2018                    | 1e                      | 7                       | 7                       | 0                       | 0                       | 240                     | 121                     | +119                    |
| 2021                    | 1e                      | 5                       | 5                       | 0                       | 0                       | 149                     | 96                      | +53                     |
| Totaal                  | 20/20                   | 85                      | 72                      | 1                       | 12                      | 2.533                   | 1.722                   | +801                    |

### Afrikaanse Spelen
| Afrikaanse Spelen | Afrikaanse Spelen | Afrikaanse Spelen | Afrikaanse Spelen     | Afrikaanse Spelen     | Afrikaanse Spelen     | Afrikaanse Spelen     | Afrikaanse Spelen     | Afrikaanse Spelen     | Afrikaanse Spelen     |
| Jaar              | Ronde             | Resultaat         | Wed                   | W                     | G                     | V                     | DV                    | DT                    | DS                    |
| ----------------- | ----------------- | ----------------- | --------------------- | --------------------- | --------------------- | --------------------- | --------------------- | --------------------- | --------------------- |
| Algiers 1978      | Niet deelgenomen  | Niet deelgenomen  | Niet deelgenomen      | Niet deelgenomen      | Niet deelgenomen      | Niet deelgenomen      | Niet deelgenomen      | Niet deelgenomen      | Niet deelgenomen      |
| Nairobi 1987      | Niet deelgenomen  | Niet deelgenomen  | Niet deelgenomen      | Niet deelgenomen      | Niet deelgenomen      | Niet deelgenomen      | Niet deelgenomen      | Niet deelgenomen      | Niet deelgenomen      |
| Cairo 1991        | Finale            | 1e                | Geen data beschikbaar | Geen data beschikbaar | Geen data beschikbaar | Geen data beschikbaar | Geen data beschikbaar | Geen data beschikbaar | Geen data beschikbaar |
| Harare 1995       | Finale            | 1e                | Geen data beschikbaar | Geen data beschikbaar | Geen data beschikbaar | Geen data beschikbaar | Geen data beschikbaar | Geen data beschikbaar | Geen data beschikbaar |
| Jo'burg 1999      | Finale            | 1e                | 4                     | 4                     | 0                     | 0                     | 125                   | 75                    | +50                   |
| Abuja 2003        | Finale            | 3e                | 5                     | 4                     | 0                     | 1                     | 160                   | 105                   | +55                   |
| Algiers 2007      | Finale            | 1e                | 5                     | 5                     | 0                     | 0                     | 166                   | 121                   | +45                   |
| Maputo 2011       | Finale            | 1e                | 5                     | 5                     | 0                     | 0                     | 218                   | 81                    | +137                  |
| Brazzaville 2015  | Finale            | 1e                | 5                     | 5                     | 0                     | 0                     | 173                   | 98                    | +75                   |
| Rabat 2019        | Finale            | 1e                | 7                     | 7                     | 0                     | 0                     | 230                   | 118                   | +112                  |
| Totaal            | 8/10              | 7 titels          | 31                    | 23                    | 0                     | 1                     | 1.072                 | 598                   | +474                  |